# GI-20
De GI-20, ook bekend als variante de San Sebastián of primer cinturón de San Sebastian ("eerste ring van San Sebastian") is een Spaanse autovía die dienst doet als ringweg van de stad San Sebastian in de autonome gemeenschap Baskenland. De weg begint bij km. 12 van de AP-8, ter hoogte van de plaats Errenteria, en eindigt bij km. 27 van dezelfde weg, ter hoogte van de plaats Usúrbil. 
De GI-20 heeft een totale lengte van 15 kilometer. Het is de binnenste van de twee ringwegen rondom de stad en volgt het oude traject van de AP-8. Die snelweg is later naar het zuiden verlegd om samen met  de AP-1 de buitenste ringweg te vormen. Deze tweede ringweg is geopend in 2010 en toen heeft de GI-20 haar huidige wegnummer gekregen. 
De weg is eigendom van de Baskische regering.